# Foreston
Foreston és una població dels Estats Units a l'estat de Minnesota. Segons el cens del 2000 tenia 389 habitants.

## Demografia
Segons el cens del 2000, Foreston tenia 389 habitants, 145 habitatges, i 95 famílies. La densitat de població era de 104,3 habitants per km².
Dels 145 habitatges en un 36,6% hi vivien nens de menys de 18 anys, en un 52,4% hi vivien parelles casades, en un 9% dones solteres, i en un 33,8% no eren unitats familiars. En el 24,1% dels habitatges hi vivien persones soles el 12,4% de les quals corresponia a persones de 65 anys o més que vivien soles. El nombre mitjà de persones vivint en cada habitatge era de 2,68 i el nombre mitjà de persones que vivien en cada família era de 3,26.
Per edats la població es repartia de la següent manera: un 29,6% tenia menys de 18 anys, un 11,1% entre 18 i 24, un 32,4% entre 25 i 44, un 17,5% de 45 a 60 i un 9,5% 65 anys o més.
L'edat mediana era de 31 anys. Per cada 100 dones de 18 o més anys hi havia 124,6 homes.
Entorn de l'1% de les famílies i el 5,7% de la població estaven per davall del llindar de pobresa.

## Poblacions més properes
El següent diagrama mostra les poblacions més properes.